# Chromonephthea spinosa
Chromonephthea spinosa är en korallart som beskrevs av van Ofwegen 2005. Chromonephthea spinosa ingår i släktet Chromonephthea och familjen Nephtheidae. Inga underarter finns listade i Catalogue of Life.